# Sándor Szúnyogh
Sándor Szúnyogh, slovensko-madžarski novinar, pesnik, prevajalec in urednik, * 3. marec 1942, Dolnji Lakoš (madžarsko Alsólakos) pri Lendavi, † 10. januar 1998, Lendava, Slovenija.
Bil je osrednji pesnik madžarske narodne skupnosti v Sloveniji.  Leta 1963 je končal učiteljišče v Murski Soboti in poučeval nekaj let na Goričkem.